# Risonanza (fisica delle particelle)
In fisica delle particelle, una risonanza è un picco situato intorno a una certa energia che si trova nelle sezioni d'urto differenziali degli esperimenti di scattering. Questi picchi sono associati a particelle subatomiche, ad esempio bosoni, quark e adroni (come nucleoni, barioni delta o mesoni upsilon) e alle loro eccitazioni. Nell'uso comune, "risonanza" descrive solo particelle con vite molto brevi, per lo più adroni ad alta energia esistenti per 1×10−23 s o meno.
La larghezza di risonanza (Γ) è correlata alla vita media (τ) della particella (o del suo stato eccitato) dalla relazione
{\displaystyle \Gamma ={\frac {\hbar }{\tau }}}
dove {\textstyle {\hbar }={\frac {h}{2\pi }}} è la costante di Planck ridotta. Pertanto, la vita media di una particella è il reciproco diretto della larghezza di risonanza della particella. 
Ad esempio, il pione carico ha il secondo tempo di vita più lungo di qualsiasi mesone, a 2,6033×10−8 s.  Pertanto, la sua larghezza di risonanza è molto piccola, circa 2,528×10−8 eV o circa 6,11 MHz. I pioni generalmente non sono considerati come "risonanze". Il mesone rho carico ha una vita molto breve, circa 4,41×10−24 s. Di conseguenza, la sua ampiezza di risonanza è molto grande, a 149,1 MeV o circa 36 ZHz. Ciò equivale a quasi un quinto della massa a riposo della particella.